# Vrms
vrms, acronimo di virtual Richard M. Stallman (Richard Matthew Stallman virtuale), è un software libero per sistemi operativi basati su Debian per segnalare se il sistema sta utilizzando esclusivamente software libero, o meno. In quest'ultimo caso viene restituito un elenco del software proprietario installato eventualmente corredato da commenti.
In origine fu scritto da Bdale Garbee e Bill Geddes. Nel 2022 il software è stato rinominato in check-dfsg-status poiché i commenti sono basati sulle opinioni delle linee guida Debian per il software libero.

## Funzionamento
Il comando analizza tutti i pacchetti deb installati nel sistema operativo e comunica all'utente quali siano i programmi noti per essere non liberi. Le motivazioni per le quali certi software non siano considerabili liberi sono fisicamente collocate nella cartella /usr/share/vrms/reasons.

## Esempio
Output di vrms in un sistema nel quale è installato software proprietario, fra cui la Sun Java, unrar e VMware Player:
```
                Non-free packages installed on localhost
 
 sun-java5-bin             Sun Java(TM) Runtime Environment (JRE) 5.0
 sun-java5-demo            Sun Java(TM) Development Kit (JDK) 5.0 demos and examp
 sun-java5-jdk             Sun Java(TM) Development Kit (JDK) 5.0
 sun-java5-jre             Sun Java(TM) Runtime Environment (JRE) 5.0
 unrar                     Unarchiver for .rar files (non-free version)
   Reason: Modifications problematic
 vmware-player             Free virtual machine player from VMware
 vmware-player-kernel-modu vmware-player modules for Linux (kernel 2.6.17)
 
   7 non-free packages, 0.6% of 1218 installed packages.

```